# International Race of Champions 1977/1978

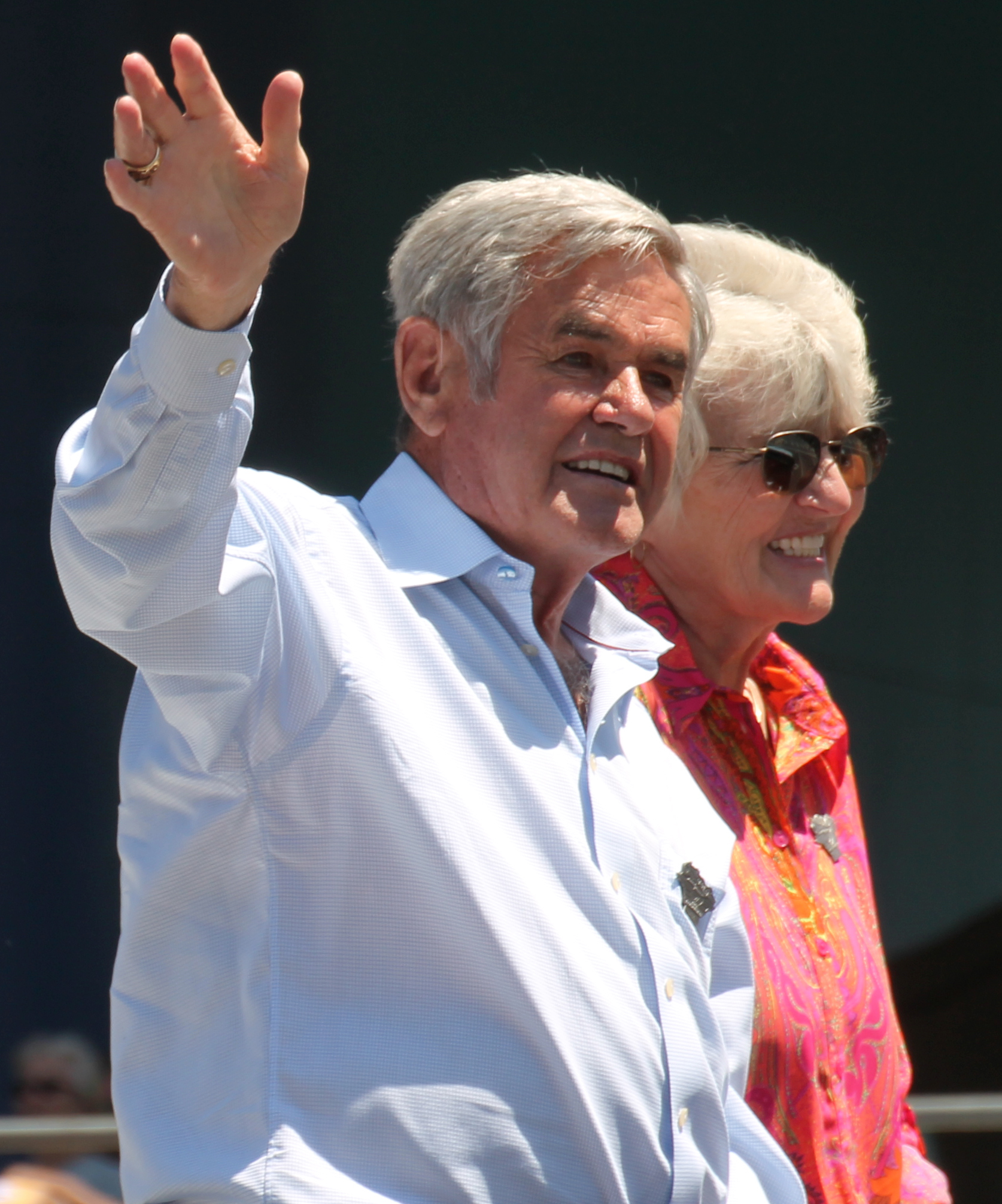
Al Unser

International Race of Champions 1977/1978 (IROC V) kördes över fyra omgångar. Al Unser tog hem titeln före Mario Andretti på andra plats.

## Delsegrare
| Datum        | Bana      | Vinnare         |
| ------------ | --------- | --------------- |
| 17 september | Michigan  | Al Unser        |
| 15 oktober   | Riverside | Al Unser        |
| 16 oktober   | Riverside | Cale Yarborough |
| 17 februari  | Daytona   | Mario Andretti  |

## Slutställning
| Plats | Förare            | Dollar |
| ----- | ----------------- | ------ |
| 1     | Al Unser          | 50000  |
| 2     | Mario Andretti    | 26000  |
| 3     | Darrell Waltrip   | 23000  |
| 4     | Cale Yarborough   | 23000  |
| 5     | Richard Petty     | 20000  |
| 6     | Gordon Johncock   | 17500  |
| 7     | Benny Parsons     | 16000  |
| 8     | Jacky Ickx        | 15000  |
| 9     | Johnny Rutherford | 12000  |
| 10    | Gunnar Nilsson    | 7500   |
| 11    | Tom Sneva         | 7500   |
| 12    | Al Holbert        | 7500   |